# Južno ozvezdje
Južna ozvezdja so vsa ozvezdja južneje od nebesnega ekvatorja (razen zodiakalnih). Ne moremo jih videti s severnega pola.